# موموندو
موموندو (بالإنجليزية: momondo)‏ هو محرك بحث وصفي لخدمات السفر على شبكة الإنترنت مقره مدينة كوبنهاغن-الدنمارك، يساعد المستخدمين في العثور ومقارنة أسعار تذاكر الطيران والفنادق والسيارات وعروض السفر. لا يبيع موموندو التذاكر بشكل مباشر، بدلاً من ذلك يقدم لمحة عامة عن خدمات السفر المتاحة على شبكة الإنترنت مع الإشارة إلى مزودي خدمات السفر لها. تمكن تكنولوجيا موموندو مستخدميها من الحصول على معلومات لأسعار تذاكر الطيران إضافة إلى القدرة على تقييم جاذبية تذكرة الطيران بناء على السعر ومدة السفر.
في عام 2014 قدرت قيمة موموندو بـ 130 مليون يورو.
نشر موموندو خطاً من كتب دليل السفر، بمافي ذلك دليل مدينة كوبنهاغن والذي تم تنفيذه بالتعاون مع المطعم الدنماركي الشهير نوما. 

## نبذة تاريخية
أطلق موموندو في سبتمبر 2006. في ذلك الوقت كان محرك بحث عن رحلات الطيران فقط. في أكتوبر 2007 أُعيد إطلاق موموندو وجرى توسيعه ليشمل أدلة المدن ومقالات حول السفر. ومنذ ذلك الحين تم توسيع نطاق موموندو بشكل أكبر ليقدم مقارنات الأسعار لباقات سفر العطلات والفنادق والسيارات وعروض السفر.
محرك بحث السفر موموندو متعدد اللغات، ولهذا فإنه من الممكن البحث باللغة الدنماركية والسويدية والنرويجية والفنلندية والبولندية والأوكرانية والصينية والإنجليزية والألمانية والفرنسية والأسبانية والبرتغالية والإيطالية والروسية والرومانية والهولندية والتركية.
 في أبريل 2011 تم الاستحواذ على موموندو وشركته الأم سكاي غيت (Skygate) من قبل شركة بحث السفر البريطانية الأمريكية شيب فلايتس (Cheapflights Media Ltd) والتي أصبحت (momondo group Ltd). في ذلك الوقت استمر وجود المكتب الرئيسي في الدنمارك، وتواصل الشركة عملها باعتبارها فرعية مستقلة.

## وصلات خارجية
- موقع موموندو الرسمي ://www.momondo.com/